# Northern Ireland Trophy
De Northern Ireland Trophy was een professioneel snookertoernooi van 2005 tot 2008. Het werd in 2005 voor het eerst georganiseerd als een invitatietoernooi maar werd vanaf 2006 een officieel rankingtoernooi.
Dit toernooi vond plaats in 'The Waterfront Hall' in Belfast. Het was het eerste grote toernooi dat gehouden werd in Noord-Ierland. De oprichting ervan had onder meer tot doel om het snooker in meer gebieden populair te maken.
De eerste winnaar was Matthew Stevens. Het totale prijzengeld bedroeg omgerekend zo'n 48.000 euro.

## Erelijst
| Seizoen                               | Winnaar                               | Winnaar                               | Verliezend finalist                   | Verliezend finalist                   | Score                                 |
| Northern Ireland Trophy (non-ranking) | Northern Ireland Trophy (non-ranking) | Northern Ireland Trophy (non-ranking) | Northern Ireland Trophy (non-ranking) | Northern Ireland Trophy (non-ranking) | Northern Ireland Trophy (non-ranking) |
| ------------------------------------- | ------------------------------------- | ------------------------------------- | ------------------------------------- | ------------------------------------- | ------------------------------------- |
| 2005/2006                             | Matthew Stevens                       | WAL                                   | Stephen Hendry                        | SCO                                   | 9-7                                   |
| Northern Ireland Trophy (ranking)     |                                       |                                       |                                       |                                       |                                       |
| 2006/2007                             | Ding Junhui                           | CHN                                   | Ronnie O'Sullivan                     | ENG                                   | 9-6                                   |
| 2007/2008                             | Stephen Maguire                       | SCO                                   | Fergal O'Brien                        | IRL                                   | 9-5                                   |
| 2008/2009                             | Ronnie O'Sullivan                     | ENG                                   | Dave Harold                           | ENG                                   | 9-3                                   |